# Gaby Köster
Pour les articles homonymes, voir Köster.
Gabriele Wilhelmine « Gaby » Köster (née le 2 décembre 1961 à Cologne) est une humoriste et actrice allemande.

## Biographie
Après la Realschule, Köster commence une formation d'enseignante, qu'elle abandonne trois semaines avant de la terminer. Elle se consacre ensuite à la musique et à la peinture ; certaines de ses œuvres sont également présentées dans des expositions. Afin de gagner sa vie, elle travaille à temps partiel au bar Out.
Elle y rencontre en 1987 Jürgen Becker, alors peu connu à l'époque, qui lui demande de faire quelques sketchs pour une émission de radio. Elle écrit un texte et est surprise de constater qu'il sert lors de l'émission Unterhaltung am Wochenende sur la radio WDR. Suivent des apparitions régulières à la radio et plus tard ses propres émissions. En 1991, elle apparaît pour la première fois à la télévision, également la WDR. En 1990 et 1991, elle est membre du Prunksitzunk, une session de carnaval alternative fondée par des membres de la Stunksitzung, comme Wilfried Schmickler ou Rich Schwab. De 1991 à 1995, Köster fait partie de l'ensemble de la Stunksitzung.
Köster se fait connaître d'un public télévisuel plus large grâce à des apparitions dans RTL Samstag Nacht. De 1996 jusqu'à l'arrêt de l'émission en 2005, elle fait partie de l'ensemble permanent du spectacle 7 Tage, 7 Köpfe produit par Rudi Carrell. Elle joue le rôle-titre de Rita Kruse dans la série comique Ritas Welt de 1999 à 2003. De 2016 à 2017, elle est jurée à l'émission de RTL Die Puppenstars. Le chanteur kölsch Gerd Köster est son cousin.
Début 2008, Köster annule sa tournée Wer Sahne will, muss Kühe schütteln, qui avait débuté quelques semaines plus tôt. Plus tard, toutes les autres dates de représentation sont annulées. Sa production intenté, sans succès, une action en justice contre les articles de journaux faisant état d'une prétendue maladie. Ce n'est que début septembre 2011 qu'on découvre que Köster avait subi un grave accident vasculaire cérébral le 8 janvier 2008, qui la met dans le coma pendant trois semaines, dont les conséquences, telles qu'une hémiparésie, l'avaient gravement affectée physiquement. Le 7 septembre 2011, elle apparaît de nouveau en public pour la première fois dans l'émission de RTL stern TV. À propos de son accident vasculaire cérébral et de la période qui suit, Köster et Till Hoheneder écrivent le livre Ein Schnupfen hätte auch gereicht qui fait l'objet d'une adaptation en téléfilm en 2017 avec Anna Schudt dans le rôle principal ; Schudt est récompensée du International Emmy Award de la meilleure actrice en 2018.

## Vie privée
Köster vit à Cologne et a un fils, Donald, issu de son mariage fini par un divorce avec le réalisateur Thomas Köller.